# UEFA Europa League
UEFA Europa League este cea de-a doua competiție fotbalistică inter-cluburi europeană ca valoare, după Liga Campionilor, dar peste UEFA Europa Conference League, fiind organizată de UEFA. Ea a fost înființată în 1971 si a fost numită atunci Cupa UEFA, iar în 2009 a fost redenumită în UEFA Europa League, fiindu-i schimbat și formatul. Competiția se desfășoară anual iar câștigătoarea trofeului concurează pentru Supercupa Europei, într-un meci pe care îl dispută împotriva câștigătoarei Ligii Campionilor.

## Istoric
Cupa UEFA a fost precedată de Cupa Orașelor Târguri, o competiție fotbalistică europeană jucată între 1955 și 1971. Competiția a crescut de la 11 echipe în prima ediție (1955–58) până la 64 de echipe în ultima ediție jucată în 1970–71. Ea a devenit într-atât de importantă în fotbalul european, încât UEFA a preluat-o și a relansat-o din sezonul următor ca Cupa UEFA.
În mod tradițional, în Cupa UEFA participau echipele clasate pe primele locuri în campionatele țărilor afiliate la UEFA, cu excepția campioanelor, care participau în Cupa Campionilor Europeni. În anul 1999, Cupa UEFA s-a unit cu o altă competiție europeană inter-cluburi - Cupa Cupelor, care era rezervată câștigătoarelor cupelor organizate în țările membre ale UEFA. Pe data de 2 iulie 2009 a început prima ediție a Ligii Europa, aceasta preluând locul vechii cupe UEFA cu un nou format. S-a desființat Cupa UEFA Intertoto, locul ei fiind luat de tururile preliminare ale Ligii Europa.

### Înființarea ligii
UEFA a prezentat, la Bordeaux, un nou logo, galben și roșu, și un nou nume pentru Cupa UEFA, care a devenit „UEFA Europa League”.
Această schimbare însoțește reforma cupelor europene efectuată de către UEFA și care va intra în vigoare începând din sezonul viitor, 2009/2010, cu o fază a grupelor cu 48 de echipe și meciuri tur-retur.
Această reformă a Cupei UEFA, care este însoțiță și de modificări la Liga Campionilor începând din 2009/2010, are ca scop deschiderea competițiilor europene pentru echipele din țările mai mici.

## Format
- Partidele se desfășoară în general joia la ora 19:45 sau 22:00, sau în cazuri excepționale, la ora 17:30.
- Câștigătoarea competiției va juca în grupele Ligii Campionilor din sezonul viitor.

### 2021/22 - 2023/24
- În faza grupelor au participat 32 de echipe împărțite în opt grupe de câte 4. Câștigătoarea fiecărei grupe s-a calificat în optimile de finală. Echipele de pe locul 2 din fiecare grupă s-au calificat în play-off-ul eliminatoriu, unde li s-au alăturat opt echipe clasate pe locul 3 în Liga Campionilor. Cele opt câștigătoare din play-off-ul eliminatoriu au intrat ulterior în optimi.
- Echipele învinse în ultimele două tururi preliminare din Liga Campionilor s-au calificat în ultimul tur preliminar și în faza grupelor din UEFA Europa League

| Runda                             | Runda                             | Echipe care intră în această rundă | Echipe care avansează din runda precedentă                                                                                            | Echipe transferate din Liga Campionilor |
| --------------------------------- | --------------------------------- | --- | --- | --- |
| Al treilea tur de calificare      | Campioni (10 echipe)              | | | - 10 învinși din al doilea tur preliminar al Ligii Campionilor pentru campioni                                                                               |
| Al treilea tur de calificare      | Non-campioni (6 echipe)           | - 3 câștigători ai cupei interne de la asociațiile 13–15 | | - 3 învinși din al doilea tur preliminar al Ligii Campionilor pentru non-campioni                                                                            |
| Play-off (20 de echipe)           | Play-off (20 de echipe)           | - 6 câștigători ai cupei interne de la asociațiile 7–12 | - 5 câștigători din al treilea tur de calificare pentru campioni - 3 câștigători din al treilea tur de calificare pentru non-campioni | - 6 învinși din al treilea tur preliminar al Ligii Campionilor pentru campioni                                                                               |
| Faza grupelor (32 de echipe)      | Faza grupelor (32 de echipe)      | - 6 câștigători ai cupei interne de la asociațiile 1–6 - o echipă de pe locul 4 de la asociația 5 - 4 echipe de pe locul 5 de la asociațiile 1–4 - Câștigătoarea UEFA Europa Conference League | - 10 câștigători din play-off | - 4 învinși din play-off-ul Ligii Campionilor pentru campioni - 6 învinși din al treilea tur preliminar și play-off-ul Ligii Campionilor pentru non-campioni |
| Play-off eliminatoriu (16 echipe) | Play-off eliminatoriu (16 echipe) | | - 8 echipe de pe locul 2 din faza grupelor                                                                                            | - 8 echipe de pe locul 3 din faza grupelor a Ligii Campionilor                                                                                               |
| Faza eliminatorie (16 echipe)     | Faza eliminatorie (16 echipe)     | | - 8 câștigătoare din faza grupelor - 8 câștigătoare din play-off-ul eliminatoriu                                                      | |

### 2024/25 - viitor
| Runda                                   | Runda                                   | Echipe care intră în această rundă | Echipe care avansează din runda precedentă | Echipe transferate din Liga Campionilor |
| --------------------------------------- | --------------------------------------- | --- | --- | --- |
| Primul tur de calificare (18 echipe)    | Primul tur de calificare (18 echipe)    | - 18 câștigătoare ai cupei naționale din asociațiile 16-33 | | |
| Al doilea tur de calificare (16 echipe) | Al doilea tur de calificare (16 echipe) | - 6 echipe clasate pe locul trei în campionatul intern din asociațiile 7-12 - o echipă clasată pe locul 4 în campionatul intern din asociația 6                               | - 9 câștigătoare din primul tur de calificare                                                                                                 | |
| Al treilea tur de calificare            | Campioane (12 echipe)                   | | | - 12 învinse din turul doi de calificare pentru campioane al Ligii Campionilor                                                                                                 |
| Al treilea tur de calificare            | Non-campioane (14 echipe)               | - 3 câștigătoare ai cupei naționale din asociațiile 13-15 | - 8 câștigătoare din turul doi de calificare pentru non-campioane                                                                             | - 3 învinse din turul doi de calificare pentru non-campioane al Ligii Campionilor                                                                                              |
| Play-off (24 de echipe)                 | Play-off (24 de echipe)                 | - 5 câștigătoare ai cupei naționale din asociațiile 8-12 | - 6 câștigătoare din turul al treilea de calificare pentru campioane - 7 câștigătoare din turul al treilea de calificare pentru non-campioane | - 6 învinse din turul trei de calificare pentru campioane al Ligii Campionilor                                                                                                 |
| Faza ligii (36 de echipe)               | Faza ligii (36 de echipe)               | - Câștigătoarea UEFA Europa Conference League - 7 câștigătoare ai cupei naționale din asociațiile 1-7 - 5 echipe clasate pe locul 5 în campionatul intern din asociațiile 1-5 | - 12 câștigătoare din runda play-off | - 5 învinse din runda play-off pentru campioane a Ligii Campionilor - 6 învinse din turul al treilea de calificare și runda play-off pentru non-campioane al Ligii Campionilor |
| Play-off eliminatoriu (16 echipe)       | Play-off eliminatoriu (16 echipe)       | | - 16 echipe de pe locurile 9-24 din faza ligii                                                                                                | |
| Faza eliminatorie (16 echipe)           | Faza eliminatorie (16 echipe)           | | - 8 echipe de pe locurile 1-8 din faza ligii - 8 câștigătoare din play-off-ul eliminatoriu                                                    | |
| Sursa:                                  |                                         | | | |

## Premii în bani
La fel ca la Liga Campionilor UEFA, o parte din venituri sunt împărțite echipelor și prestabilite, bazate pe rezultate, cota de piață și audiențe.
Participarea în grupele Europa League este premiată cu 1 milion euro, cu un bonus de 600,000 € pe meci jucat în grupă. La victorie se acordă 1,500,000 € iar pentru un egal 750,000 €. În tururile eliminatorii se acordă încă 2,000,000 €,la victorie 4,000,000 milioane euro,la egal 3,000,000 pentru runda celor 32. 3,000,000 € pentru calificarea în optimi,la victorie 6 milioane euro la egal 5 milioane euro. 4,000,000 € în sferturi la victorie 8 milioane euro la egal 7 milioane euro și 7,500,000 € pentru semifinale la victorie 15 milioane euro la egal 14 milioane euro. Echipa care pierde finala primește 20 milioane de euro iar câștigătoarea trofeului 25 milioane de euro. În comparație, o echipă care ajunge în grupele Ligii Campionilor primește din start 4 milioane euro.Pentru um meci jucat bonusul e de 1,000.000 milioane euro.pe meci jucat in grupa.la o victorie se acorda 3 milioane  euro iar pentru un egal 1,500.000  euro.in optimi se acorda 15 milioane euro,la victorie 30 milioane euro la egal 25 milioane euro. in sferturi 20 milioane euro la victorie 40 milioane euro. in semifinale se acorda din start 40 milioane euro la victorie 75 milioane euro 70 milioane euroluzarul finalei primeste 80 milioane euro iar campionul 100 milioane euro.pt luzarul supercupei i se acorda 40 milioane euro iar pt campion 60 milioane euro.

## Performanțe ale echipelor românești
Cele mai bune performanțe ale echipelor românești au fost două calificări în semifinalele competiției, obținute de Universitatea Craiova, în anul (1983), care a fost eliminată de Benfica Lisabona, după 0-0 la Lisabona și 1-1 la Craiova (portughezii calificându-se datorită golului în deplasare) și de Steaua, în anul 2006, care a fost eliminată de englezii de la Middlesbrough, după 1-0 la București și 2-4 în deplasare, primind golul eliminării pe final. În noul format, CFR Cluj, Astra Giurgiu și Unirea Urziceni sunt singurele echipe românești care au jucat în șaisprezecimile de finală, alături și de FCSB care a trecut mai departe în optimi. Unirea Urziceni a jucat în șaisprezecimi în ediția 2009-2010 datorită locului trei ocupat în grupele Ligii Campionilor din același sezon iar în ediția 2011-2012 cele mai bune performanțe le-a avut FCSB care a mers până în șaisprezecimile competiției unde a fost eliminată de olandezii de la Twente Enschede cu scorul de 2-0 la general după 0-1 la București și 1-0 în retur.
În sezonul 2012-2013 CFR Cluj a obținut calificarea în șaisprezecimi datorită locului 3 obținut în grupa G a Ligii Campionilor. În șaisprezecimi CFR a fost eliminată de Inter Milano, cu scorul general de 5-0 (0-3 la Cluj si 2-0 la Milano). A doua echipă din România care a ajuns în șaisprezecimi a fost FCSB, câștigătoarea grupei E din Europa League. FCSB a reușit să o elimine pe Ajax Amsterdam în șaisprezecimi cu 4-2 la loviturile de departajare după 0-2 în tur și 2-0 pe Arena Națională. În optimile de finală a fost eliminată de Chelsea după 1-0 la București și 1-3 la Londra, primind golul 3 în repriza a doua, de la Fernando Torres. CFR Cluj a reușit să ajungă din nou în șaisprezecimile competiției în sezonul 2019-20, dar a fost eliminată de Sevilla FC după 1-1 la Cluj și 0-0 la Sevilla, spaniolii beneficiind de regula golului marcat în deplasare.
| Echipa             | Meciuri | Victorii | Egaluri | Înfrângeri |
| ------------------ | ------- | -------- | ------- | ---------- |
| FCSB               | 143     | 55       | 37      | 51         |
| Dinamo             | 92      | 38       | 14      | 40         |
| Rapid              | 74      | 32       | 16      | 26         |
| U Craiova          | 48      | 20       | 9       | 19         |
| Astra Giurgiu      | 38      | 15       | 12      | 11         |
| CFR Cluj           | 38      | 12       | 7       | 19         |
| Petrolul           | 27      | 16       | 2       | 9          |
| Argeș              | 25      | 10       | 5       | 10         |
| Sportul Studențesc | 20      | 7        | 4       | 9          |
| FC Vaslui          | 20      | 6        | 8       | 6          |
| Poli Timișoara     | 20      | 6        | 4       | 12         |
| Victoria           | 14      | 6        | 3       | 5          |
| Oțelul             | 14      | 5        | 3       | 6          |
| FC Brașov          | 14      | 5        | 1       | 8          |
| Pandurii           | 14      | 3        | 4       | 7          |
| Progresul          | 12      | 4        | 3       | 5          |
| CSU Craiova        | 11      | 2        | 4       | 5          |
| UTA Arad           | 10      | 3        | 2       | 5          |
| FCV Farul          | 10      | 2        | 3       | 5          |
| FCM Bacău          | 8       | 4        | 2       | 2          |
| Gaz Metan          | 6       | 2        | 2       | 2          |
| Botoșani           | 6       | 2        | 1       | 3          |
| ASA Târgu Mureș    | 6       | 1        | 1       | 4          |
| Unirea Urziceni    | 6       | 0        | 2       | 4          |
| Corvinul           | 8       | 2        | 3       | 3          |
| U Cluj             | 2       | 1        | 0       | 1          |
| ASA Târgu Mureș    | 2       | 1        | 0       | 1          |
| Gloria Bistrița    | 2       | 0        | 1       | 1          |
| Poli Iași          | 2       | 0        | 1       | 1          |
| Flacăra Moreni     | 2       | 0        | 0       | 2          |

Actualizat la 27 august 2021.

## Câștigători și finaliști
| Spania              |          |                                          |           |                         |
| Club Sportiv        | Campioni | Anii în care au câștigat                 | Finaliști | Anii în care au pierdut |
| ------------------- | -------- | ---------------------------------------- | --------- | ----------------------- |
| Sevilla             | 7        | 2006, 2007, 2014, 2015, 2016, 2020, 2023 | -         |                         |
| Atlético Madrid     | 3        | 2010, 2012, 2018                         | -         |                         |
| Real Madrid         | 2        | 1985, 1986                               | -         |                         |
| Valencia            | 1        | 2004                                     | -         |                         |
| Villarreal          | 1        | 2021                                     | -         |                         |
| Athletic Bilbao     | -        |                                          | 2         | 1977, 2012              |
| Espanyol            | -        |                                          | 2         | 1988, 2007              |
| Alavés              | -        |                                          | 1         | 2001                    |
| Italia              |          |                                          |           |                         |
| Inter Milano        | 3        | 1991, 1994, 1998                         | 2         | 1997, 2020              |
| Juventus            | 3        | 1977, 1990, 1993                         | 1         | 1995                    |
| Parma               | 2        | 1995, 1999                               | -         |                         |
| Napoli              | 1        | 1989                                     | -         |                         |
| Atalanta            | 1        | 2024                                     | -         |                         |
| Roma                | -        |                                          | 2         | 1991, 2023              |
| Fiorentina          | -        |                                          | 1         | 1990                    |
| Torino              | -        |                                          | 1         | 1992                    |
| Lazio               | -        |                                          | 1         | 1998                    |
| Anglia              |          |                                          |           |                         |
| Tottenham           | 3        | 1972, 1984, 2025                         | 1         | 1974                    |
| Liverpool           | 3        | 1973, 1976, 2001                         | 1         | 2016                    |
| Chelsea             | 2        | 2013, 2019                               | -         |                         |
| Manchester United   | 1        | 2017                                     | 2         | 2021, 2025              |
| Ipswich             | 1        | 1981                                     | -         |                         |
| Arsenal             | -        |                                          | 2         | 2000, 2019              |
| Wolves              | -        |                                          | 1         | 1972                    |
| Middlesbrough       | -        |                                          | 1         | 2006                    |
| Fulham              | -        |                                          | 1         | 2010                    |
| Germania            |          |                                          |           |                         |
| M'gladbach          | 2        | 1975, 1979                               | 2         | 1973, 1980              |
| Eintracht Frankfurt | 2        | 1980, 2022                               | -         |                         |
| Leverkusen          | 1        | 1988                                     | 1         | 2024                    |
| Bayern              | 1        | 1996                                     | -         |                         |
| Schalke 04          | 1        | 1997                                     | -         |                         |
| Dortmund            | -        |                                          | 2         | 1993, 2002              |
| Hamburg             | -        |                                          | 1         | 1982                    |
| Köln                | -        |                                          | 1         | 1986                    |
| Stuttgart           | -        |                                          | 1         | 1989                    |
| Werder Bremen       | -        |                                          | 1         | 2009                    |
| Olanda              |          |                                          |           |                         |
| Feyenoord           | 2        | 1974, 2002                               | -         |                         |
| Ajax                | 1        | 1992                                     | 1         | 2017                    |
| PSV                 | 1        | 1978                                     | -         |                         |
| Twente              | -        |                                          | 1         | 1975                    |
| AZ Alkmaar          | -        |                                          | 1         | 1981                    |
| Portugalia          |          |                                          |           |                         |
| Porto               | 2        | 2003, 2011                               | -         |                         |
| Benfica             | -        |                                          | 3         | 1983, 2013, 2014        |
| Sporting            | -        |                                          | 1         | 2005                    |
| Braga               | -        |                                          | 1         | 2011                    |
| Suedia              |          |                                          |           |                         |
| Göteborg            | 2        | 1982, 1987                               | -         |                         |
| Rusia               |          |                                          |           |                         |
| CSKA Moscova        | 1        | 2005                                     | -         |                         |
| Zenit               | 1        | 2008                                     | -         |                         |
| Belgia              |          |                                          |           |                         |
| Anderlecht          | 1        | 1983                                     | 1         | 1984                    |
| Club Brugge         | -        |                                          | 1         | 1976                    |
| Ucraina             |          |                                          |           |                         |
| Șahtior Donețsk     | 1        | 2009                                     | -         |                         |
| Dnipro              | -        |                                          | 1         | 2015                    |
| Turcia              |          |                                          |           |                         |
| Galatasaray         | 1        | 2000                                     | -         |                         |
| Franța              |          |                                          |           |                         |
| Marseille           | -        |                                          | 3         | 1999, 2004, 2018        |
| Bastia              | -        |                                          | 1         | 1978                    |
| Bordeaux            | -        |                                          | 1         | 1996                    |
| Scoția              |          |                                          |           |                         |
| Rangers             | -        |                                          | 2         | 2008, 2022              |
| Dundee United       | -        |                                          | 1         | 1987                    |
| Celtic              | -        |                                          | 1         | 2003                    |
| Serbia              |          |                                          |           |                         |
| Steaua Roșie        | -        |                                          | 1         | 1979                    |
| Ungaria             |          |                                          |           |                         |
| MOL Fehérvár        | -        |                                          | 1         | 1985                    |
| Austria             |          |                                          |           |                         |
| Salzburg            | -        |                                          | 1         | 1994                    |

## Rezultate
| Finala | Câștigătoare | Scor | Finalistă | Finala | Câștigătoare | Scor | Finalistă |
| ------ | ------------ | ---- | --------- | ------ | ------------ | ---- | --------- |

| 2024 | Atalanta              | 3 - 0 | Leverkusen        | 2025 | Tottenham         | 1 - 0 | Manchester United |
| 2022 | ♣ Eintracht Frankfurt | 1 - 1 | Rangers           | 2023 | ♣ Sevilla         | 1 - 1 | Roma              |
| 2020 | Sevilla               | 3 - 2 | Inter             | 2021 | ♣ Villareal       | 1 - 1 | Manchester United |
| 2018 | Atlético Madrid       | 3 - 0 | Marseille         | 2019 | Chelsea           | 4 - 1 | Arsenal           |
| 2016 | Sevilla               | 3 - 1 | Liverpool         | 2017 | Manchester United | 2 - 0 | Ajax              |
| 2014 | ♣ Sevilla             | 0 - 0 | Benfica           | 2015 | Sevilla           | 3 - 2 | Dnipro            |
| 2012 | Atlético Madrid       | 3 - 0 | Bilbao            | 2013 | Chelsea           | 2 - 1 | Benfica           |
| 2010 | Atlético Madrid       | 2 - 1 | Fulham            | 2011 | Porto             | 1 - 0 | Braga             |
| 2008 | Zenit                 | 2 - 0 | Rangers           | 2009 | Șahtior Donețsk   | 2 - 1 | Werder Bremen     |
| 2006 | Sevilla               | 4 - 0 | Middlesbrough     | 2007 | ♣ Sevilla         | 2 - 2 | Espanyol          |
| 2004 | Valencia              | 2 - 0 | Marseille         | 2005 | CSKA Moscova      | 3 - 1 | Sporting          |
| 2002 | Feyenoord             | 3 - 2 | Borussia Dortmund | 2003 | Porto             | 3 - 2 | Celtic            |
| 2000 | ♣ Galatasaray         | 0 - 0 | Arsenal           | 2001 | Liverpool         | 5 - 4 | Alavés            |
| 1998 | Inter                 | 3 - 0 | Lazio             | 1999 | Parma             | 3 - 0 | Marseille         |
| 1996 | Bayern München        | 5 - 1 | Bordeaux          | 1997 | ♣ Schalke         | 1 - 1 | Inter             |
| 1994 | Inter                 | 2 - 0 | Salzburg          | 1995 | Parma             | 2 - 1 | Juventus          |
| 1992 | ✠ Ajax                | 2 - 2 | Torino            | 1993 | Juventus          | 6 - 1 | Borussia Dortmund |
| 1990 | Juventus              | 3 - 1 | Fiorentina        | 1991 | Inter             | 2 - 1 | Roma              |
| 1988 | ♣ Leverkusen          | 3 - 3 | Espanyol          | 1989 | Napoli            | 5 - 4 | Stuttgart         |
| 1986 | Real Madrid           | 5 - 3 | Köln              | 1987 | Göteborg          | 2 - 1 | Dundee United     |
| 1984 | ♣ Tottenham           | 2 - 2 | Anderlecht        | 1985 | Real Madrid       | 3 - 1 | Videoton          |
| 1982 | Göteborg              | 4 - 0 | Hamburg           | 1983 | Anderlecht        | 2 - 1 | Benfica           |
| 1980 | ✠ Eintracht Frankfurt | 3 - 3 | Mönchengladbach   | 1981 | Ipswich           | 5 - 4 | AZ Alkmaar        |
| 1978 | PSV                   | 3 - 0 | Bastia            | 1979 | Mönchengladbach   | 2 - 1 | Steaua Roșie      |
| 1976 | Liverpool             | 4 - 3 | Club Brugge       | 1977 | ✠ Juventus        | 2 - 2 | Bilbao            |
| 1974 | Feyenoord             | 4 - 2 | Tottenham         | 1975 | Mönchengladbach   | 5 - 1 | Twente            |
| 1972 | Tottenham             | 3 - 2 | Wolves            | 1973 | Liverpool         | 3 - 2 | Mönchengladbach   |

## Trofee
| 1 | Spania        | 14 | 5 | 19 | 7  | Suedia  | 2 | 0 | 2 | 12 | Franța  | 0 | 5 | 5 |
| 2 | Anglia        | 10 | 9 | 19 | 8  | Rusia   | 2 | 0 | 2 | 13 | Scoția  | 0 | 4 | 4 |
| 3 | Italia        | 10 | 8 | 18 | 9  | Belgia  | 1 | 2 | 3 | 14 | Austria | 0 | 1 | 1 |
| 4 | Germania      | 7  | 9 | 16 | 10 | Ucraina | 1 | 1 | 2 | 15 | Serbia  | 0 | 1 | 1 |
| 5 | Țările de Jos | 4  | 3 | 7  | 11 | Turcia  | 1 | 0 | 1 | 16 | Ungaria | 0 | 1 | 1 |
| 6 | Portugalia    | 2  | 5 | 7  |    |         |   |   |   |    |         |   |   |   |

## Sponsori
Liga Europa UEFA este sponsorizată de corporații internaționale, având aceiași parteneri ca turneul UEFA Conference League. Printre principalii sponsori ai turneului pentru perioada 2024-2027 se numără:
- Just Eat Takeaway [8]
- Hankook [9]
- Engelbert Strauss
- Swissquote
- Kipsta
- Betano [10]